# جورج اورتون
جورج اورتون (انگلیسی: George Orton; ۱۰ ژانویهٔ ۱۸۷۳ – ۲۶ ژوئن ۱۹۵۸) دونده دو نیمه‌استقامت و بازیکن فوتبال اهل کانادا بود.
از افتخارات وی می‌توان به کسب مدال طلا دو ۲۵۰۰ متر با مانع در بازی‌های المپیک تابستانی ۱۹۰۰ اشاره کرد.